# Port lotniczy Wyspy Kokosowe
Port lotniczy Wyspy Kokosowe (IATA: CCK, ICAO: YPCC) – port lotniczy położony na Wyspach Kokosowych, terytorium Australii.

## Linie lotnicze i połączenia

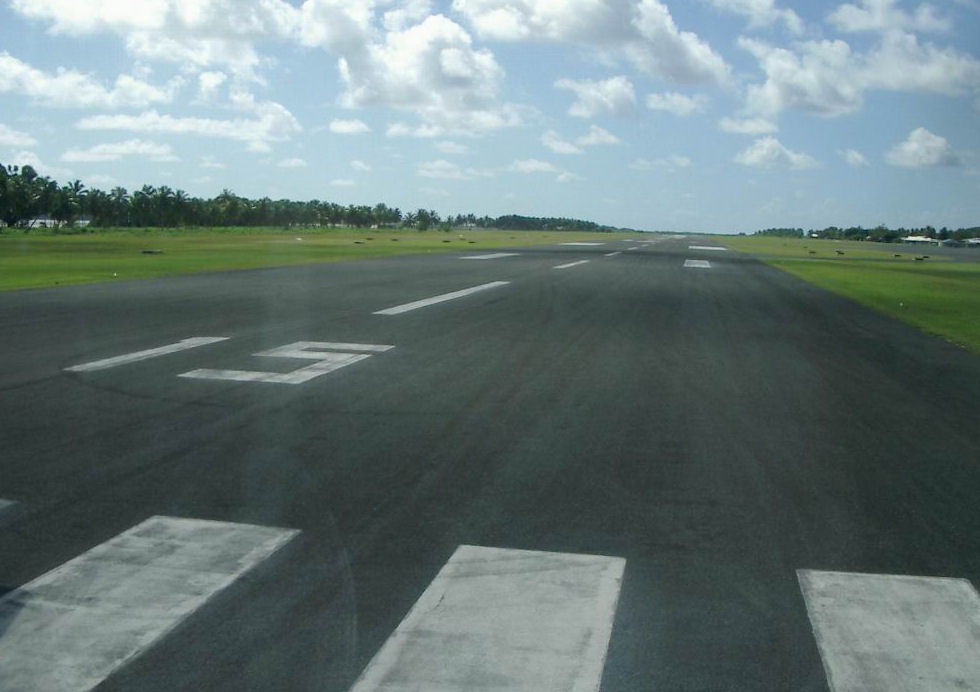
Pas startowy

- National Jet Systems (Wyspa Bożego Narodzenia, Exmouth [przyloty], Perth)

Loty z Perth odbywają się z międzylądowaniami w Exmouth i na Wyspie Bożego Narodzenia, bądź tylko na Wyspie. Istnieje bezpośredni lot do Perth oraz z międzylądowaniem na Wyspie Bożego Narodzenia. Dodatkowo oddzielnie działa połączenie na Wyspę Bożego Narodzenia.